# Отвъд смъртта
„Отвъд смъртта“ е четвъртият албум на Нова Генерация. Излиза през 1992 година, малко след смъртта на нейния основател и фронтмен, Димитър Воев. Издаден посмъртно, това е последният, най-мрачен и безнадежден албум на групата. 
Цялостната идея за този албум е на Воев. Албумът съдържа последните записи, които групата реализира в пълен състав. Десетте песни, между които и едноименната, са записани в домашното студио на Нова Генерация през юли 1992 г., а някои от тях са допълнени с отделни партии в музикален комплекс „Дилема студио“ през септември същата година, като е запазен първоначалният замисъл.
През първата половина на 1992 г. Воев започва да усеща силни болки в главата. В свое интервю от 2012 г. братът на Димитър, Симеон Воев, споделя: „Той беше решил като запишем демо записите, тогава да влезе в болница да се лекува. Идеята беше след като се оправи да запишем песните както трябва, в студио. Това обаче не се случи, защото той така и не излезе от там… По-малко от месец, откакто беше в болницата и си отиде…“  По повод този албум съпругата на Воев, Нели Недева-Воева, казва: „Митко остави много неща недовършени. Нахвърли ги като посока и идея. Като че свърши грубата работа, набеляза задачите и си тръгна... „Отвъд смъртта“ е последният албум, който остана само на демозапис.“ 
След смъртта на Воев на 5 септември 1992 година, групата прекратява дейността си. Последният концерт с името „Нова генерация“ е на 21 май 1993, като поводът е представяне на посмъртно издадения албум и рождения ден на Воев.
Записите са реализирани в състав:
- Димитър Воев – бас китара, вокал
- Екатерина Атанасова – синтезатор, вокал
- Симеон Воев – китара, вокал[4]

Като автори на графичния дизайн на обложката на албума са посочени Иво и Енил. 

## Списък на песните
1. Последната вълна
2. Момиче без спомени
3. Градината на света
4. Обичам
5. Берлин
6. Част от колекция
7. Отплуване
8. Сто години
9. Яйцето
10. Отвъд смъртта